# 24CH△NNEL
『24CH△NNEL』（つよちゃんねる）は、2009年10月7日から2010年3月31日までテレビ朝日ほかで毎週水曜日25:21 - 25:36(JST)に放送されていた深夜番組。
出演は堂本剛。堂本が100の叶えたいことを実現させるドキュメントバラエティである。略称は「チャンネル」。

## 番組概要
堂本が「人生の中で叶えたい100のことをやってまうだけ」の番組であり、その過程における堂本とスタッフなど関わる人々とのゆるく・ぐだぐだなやりとりや状況などの番組である。
2002年10月からテレビ朝日系列のネオネオバラエティ枠で放送されていた「堂本剛の正直しんどい」が、放送枠廃止に伴い2009年9月をもって終了し、入れ替わるように終了翌週の同曜日にスタートした。放送時間は、旧ネオバラエティ第4部の時間帯であるが、他曜日と異なり、30分の枠を2番組で分割した編成の前半15分にあたる。（後半15分は「関パニ」）
基本的には、出演者は堂本のみでゲストはいない。進行役としてスタッフが出演しているが、カメラに映る（見切れる）時は、堂本の音楽プロジェクトであるENDLICHERI☆ENDLICHERIの公式キャラクター「Sankaku」がスタッフの顔部分を覆っている。また、タイトルコール及び項目達成時の効果音、場面転換のつなぎの吹き出しも同キャラクターが担当しており、番組タイトル中の「△」も、このキャラクターを指しているものと思われる。
1回の放送の中でいくつかの項目について代わる代わる放送され（項目によっては数回に跨って放送される）、項目達成（番組内では「ピローン」と呼称）となると△にチェックがつく。実際に堂本が項目に挑戦しても、まだ達成していないと判断した場合は保留となり、次回以降に持ち越しとなる。

## 放送リスト
| 回数 | 放送日（EX）   | 項目 | 番組からの要望・希望 |
| ---- | -------------- | --- | --- |
| #01  | 2009年10月7日  | △32. 湖を感じる。(達成) △19. 24CH△NNELのオープニングを作る。(達成) △50. 屋形船で宴会。そして日本の未来について考える。                                                       | |
| #02  | 2009年10月14日 | △96. 24CH△NNELオリジナルのクレイアニメを作る。(達成) △50. 屋形船で宴会。そして日本の未来について考える。(達成)                                                               | CMオファーお待ちしています |
| #03  | 2009年10月21日 | △18. 仏像を彫る。(保留) △98. 深夜の水族館に行く。そして生命に見守られながら眠りにつく。 まるで海外の子供かのように。(達成) △22. 素敵な夕焼けを見る。そして明日を想う。(保留) | CMオファーお待ちしています |
| #04  | 2009年10月28日 | △59. 何なのかをハッキリさせる。(「かっぱ橋」の名前の由来)(達成) △2. ええ感じのサングラスを作る。                                                                             | 放送エリア拡大お願いします |
| #05  | 2009年11月4日  | △66. アトリエを作る。(その1.イメージを膨らませる) △2. ええ感じのサングラスを作る。                                                                                           | 放送エリア拡大に ご協力お願いします CMオファーも お待ちしております                                                                                             |
| #06  | 2009年11月11日 | △66. アトリエを作る。(その1.イメージを膨らませる) | 釣り具メーカーの皆さん CMオファーお待ちしております CMオファーお待ちしております 講演会のオファーもお待ちしてます 放送エリア拡大お願いします                    |
| #07  | 2009年11月18日 | △39. キャンピングカーでキャンプに行く。 △8. ウサギの格好でめっちゃでかい満月を見てみたい。(達成)                                                                             | 放送エリア拡大にご協力お願いします CMオファーのご連絡はお早めに                                                                                                 |
| #08  | 2009年11月25日 | △39. キャンピングカーでキャンプに行く。 | CMオファー お待ちしています カレーのCMオファーもお待ちしております 釣り具メーカーからのCMオファーもお待ちしております 放送エリア拡大にご協力お願いします        |
| #09  | 2009年12月2日  | △39. キャンピングカーでキャンプに行く。(達成) △42. 満天の星を仰ぐ。そしてオリオン座流星群を見て誓う。(達成)                                                                  | 明日はCMオファー日和になるでしょう お菓子メーカーさんCMオファーお待ちしています カメラメーカーさんCMオファーお待ちしています 放送エリア拡大にご協力お願いします |
| #10  | 2009年12月9日  | △3. じわモテスタイルを考案する。(達成) △2. ええ感じのサングラスを作る。(達成)                                                                                                | 年内中にCMオファーお待ちしております 元気ハツラツなCMもお待ちしております 放送エリア拡大にもご協力お願いします                                                  |
| #11  | 2009年12月16日 | △6. オリジナルの紅茶を作って味に惚れぼれする。(達成) | グルメなCMもお待ちしています 大人向けチャイ作りました…オファーお待ちしています 辞めないので…なんじゃかんじゃお待ちしています                                    |
| #12  | 2009年12月23日 | △59. 何なのかをはっきりさせる。Part2 (ジョニー・デップと似ているのか?)(達成)                                                                                                 | 親しみやすいので…CMオファーお待ちしてます いい目をしているので…CMオファーお待ちしております なんでも出来るんで…なんじゃかんじゃオファーお待ちしています         |
| #13  | 2010年1月6日   | △68. 七草を集めて七草がゆを作る。そして胃をいたわる。(達成) | 明けましておめでとうございます 今年もCMオファーお待ちしております 今年もなんじゃかんじゃお願いします 今年も放送エリア拡大にご協力お願いします                   |
| #14  | 2010年1月13日  | △67. 平城遷都1300年祭に参加する。(達成) | 曼荼羅「時空」制作中 CMオファーもお待ちしております |
| #15  | 2010年1月20日  | △33. 東京で富士山を感じる。(達成) | 業界長いので色々できます 何かのオファーよろしくお願いします いつもテーマを持っていますので 色んなオファーお待ちしております やっぱゴールデン進出お願いします    |
| #16  | 2010年1月27日  | △48. オリジナルエフェクターを作る。(達成) | 企業の皆様 素敵なキャッチボールをしませんか？ 手先が器用ですよ! なんじゃかんじゃでオファーお待ちしております CMオファーをお待ちしているでござる。               |
| #17  | 2010年2月3日   | △20. カッコイイ水筒を作る。(達成) △23. めっちゃ美味しい水を飲みに行く。(達成)                                                                                                | オファーがあれば2分で駆けつけます ラフなオファーお待ちしております CW.ニコル WC.ツヨシ オファーお願いします                                                     |
| #18  | 2010年2月10日  | △17. 古代を感じる。(達成) △60. 洞窟を探検する。そして宝物を見つける。(保留)                                                                                                  | 雑誌の撮影中inベルリン 寒冷地からのオファーお待ちしてます 極寒(-8℃)の中 雑誌の撮影中 どんな格好でも出来るのでオファーお待ちしています                           |
| #19  | 2010年2月17日  | △82. 新型のかまくらを提案して作る。そして世間話に花を咲かせる。(達成) | いろいろなダンスできますよ。オファーお待ちしています。 スピルバーグさん オファーお待ちしております                                                              |
| #20  | 2010年2月24日  | △29. 「24CH△NNEL」の中吊り広告を作る。 △27. 今という風を感じる。(達成) △86. 真冬に夏を感じる。(達成) △81. 見えない敵と戦う。(達成)                                           | 放送終了まであと6回 最後までお付き合い下さい トイレシーンも相談に応じます 誰かこの番組に愛の手を                                                                |
| #21  | 2010年3月3日   | △21. UFOを見る。 | おいおいオファーお待ちしております こちら地球の24CH△NNEL 他の星からのオファーも待ってます。センキュウ                                                           |
| #22  | 2010年3月10日  | △21. UFOを見る。 △22. 素敵な夕焼けを見る。そして明日を想う。(達成) △48. オリジナルエフェクターを作る。                                                                       | このまま終わらせて良いんですか? オファーお待ちしております いよいよ終わっちゃいますね DVD化 応援してください                                                    |
| #23  | 2010年3月17日  | △14. 湖に行く。 △15. 湖を薫る。 △59. 何なのかをはっきりさせる。Part3（サービスエリアのメニュー）(達成) △10. 長野に行く。(達成)                                               | あのジョニーも言ってましたよ 「本当に24CH△NNEL終わるのかい?」って 放送終了まであと2回 ハーモニカも24CH△NNELもお忘れなく。                                       |
| #24  | 2010年3月24日  | △14. 湖に行く。(達成) △15. 湖を薫る。(達成) △48. オリジナルエフェクターを作る(達成) △99. 紫じゃがいものアイスのせスウィーツの制作。(達成)                                    | いよいよ次回は最終回 復活のオファーよろしくお願いします |
| #25  | 2010年3月31日  | △29. 「24CH△NNEL」の中吊り広告を作る。(達成) | |

## 100の項目
※番組内で表記される一覧表による。公式HP上の記載と項目番号が異なる。
達成済は▲
| 番号 | 放送回        | 内容 |
| ---- | ------------- | --- |
| △1   |               | ええ感じのTシャツを作る。 |
| ▲2   | #04、#05、#10 | ええ感じのサングラスを作る。 |
| ▲3   | #10           | じわモテスタイルを考案。 (放送での表記）じわモテスタイルを考案する。                                                                                             |
| △4   |               | ええ感じの線香を作る。 |
| △5   |               | まだ見ぬ娘のために･･･木のおもちゃを作る。 |
| ▲6   | #11           | オリジナルの紅茶を作って、味に惚れぼれする。 |
| △7   |               | 24CH△NNELのCMを作る。そして我ながら絶賛する。 |
| ▲8   | #07           | ウサギの格好でめっちゃでかい満月を見てみたい。 |
| △9   |               | 新しいヤッホーを作って、いい感じで響かせる。 |
| ▲10  | #23           | 長野に行く。 |
| △11  |               | 学園祭に乱入する。 |
| △12  |               | 優勝中継をみながら、同時にビールかけをする。 |
| △13  |               | 川に行く。 |
| ▲14  | #23、#24      | 湖に行く。 |
| ▲15  | #23、#24      | 湖を薫る。 |
| △16  |               | かつてないギリギリの事をする。 |
| ▲17  | #18           | 古代を感じる。 |
| △18  | #03           | 仏像を彫る。 |
| ▲19  | #01           | チャンネルを立ち上げる（オープニングを作る）。 (放送での表記)24CH△NNELのオープニングを作る。                                                                     |
| ▲20  | #17           | カッコイイ水筒を作る。 |
| △21  | #21、#22      | UFOをみる。 |
| ▲22  | #03、#22      | 素敵な夕焼けをみる そして明日を想う。 |
| ▲23  | #17           | めっちゃ美味しい水を飲みに行く。 |
| △24  |               | 正しい「地団駄」を踏んでみたい。 |
| △25  |               | ええため息をつく。そして前進する。 |
| △26  |               | 英語力を上げる。 |
| △27  |               | 今という風を感じる。 |
| △28  |               | ファンキーな犬グッズを作る。そう…無邪気な子犬のように。 |
| ▲29  | #20、#25      | 24CH△NNELの中吊り広告を作る。 |
| △30  |               | オリジナルのプラモデルをつくる。 |
| △31  |               | ブックカバーをデザインする。 |
| ▲32  | #01           | 湖を感じる。 |
| ▲33  | #15           | 東京で富士山を感じる。 |
| △34  |               | 森に行く そして森と林の違いを考える。 |
| △35  |               | いい感じのアラームを作ってみる。 |
| △36  |               | ええ感じの香水を作る。 |
| △37  |               | 初めて見る物を何かに例えてみる。 |
| △38  |               | 森の中で楽器を演奏する。そして小動物を集める。 |
| ▲39  | #07、#08、#09 | キャンピングカーでキャンプに行く。 |
| △40  |               | 故郷の駅の発車メロディを創りたい。 |
| △41  |               | 虹をみる。２時だったらいいね。 |
| ▲42  | #09           | 満天の星を仰ぐ、そして誓う。 (放送での表記)満天の星を仰ぐ。そしてオリオン座流星群を見て誓う。                                                                    |
| △43  |               | いつまでもたたかう。 |
| △44  |               | ええ写真を撮る。 |
| △45  |               | 子どもの頃に出来なかったことが今なら出来るか試してみる。 |
| △46  |               | しりとりで、しりとる。 |
| △47  |               | おじぃちゃん・おばあちゃんの服をリメイクすることを推薦する。 |
| ▲48  | #16、#22、#24 | エフェクターを作る。「ワウ系」。 (放送での表記)オリジナルエフェクターを作る。                                                                                    |
| △49  |               | ギターを作る。 |
| ▲50  | #01、#02      | 屋形船で宴会。そして日本の未来について考えたい (放送での表記)屋形船で宴会。そして日本の未来について考える。                                                      |
| △51  |               | 誰も乗りこなせない車を乗りこなしてみる。 |
| △52  |               | お寺の鐘（梵鐘）を作る。アトリエに飾る。 |
| △53  |               | 入浴剤を作る。実際に入ってホッとする。 |
| △54  |               | 寝台列車で遠くに行く。 |
| △55  |               | 動物の出産に立ち会う。 |
| △56  |               | 温泉旅行へ行く。そして浴衣で男の色気を放つ。 |
| △57  |               | 旅行会社とツアーを作る。 |
| △58  |               | 長老に聞いてみる。 |
| ▲59  | #04 #12 #23   | 何なのかをハッキリさせる。 Part1 かっぱ橋の名前の由来 Part2 ジョニー・デップと似ているのか? Part3 サービスエリアのメニュー                                       |
| △60  | #18           | 洞窟を探検する。そして宝物を見つける。 |
| △61  |               | デコメを作りたい。そしてデコデコする。 |
| △62  |               | 滝を見る。 |
| △63  |               | 神になる。 |
| △64  |               | スポンサーのサウンドロゴを考える。 |
| △65  |               | やってまう |
| △66  | #05、#06      | アトリエを作る。 |
| ▲67  | #14           | 奈良 平城遷都1300年祭への出演。 (放送での表記)平城遷都1300年祭に参加する。                                                                                       |
| ▲68  | #13           | 七草を集めて七草がゆを作る。胃をいたわる。 (放送での表記)七草を集めて七草がゆを作る。そして胃をいたわる。                                                        |
| △69  |               | 海外に行く。そして住めるのかどうかを検証してみる。 |
| △70  |               | LAに行く（ピザを食べる） |
| △71  |               | ブラジャーを作る。まるで、天使のように。 |
| △72  |               | タイに行く、そして“タイ”のつくだじゃれを５０かます。 |
| △73  |               | 海外で路上ライブし、疲れたらご飯を食べる。 |
| △74  |               | ええ感じの帽子を作る。 |
| △75  |               | いい意味で期待を裏切る。 |
| △76  |               | インドに行ってカレーを食べない。 |
| △77  |               | ウッドストックへ行く。 |
| △78  |               | ヘアワックスを作る。そしてCMへ。 |
| △79  |               | マニキュアシールを作る。 |
| △80  |               | よく聞くBGMに歌詞をつけてみる。 |
| ▲81  | #20           | 見えない敵と戦う。 |
| ▲82  | #19           | 新型のかまくらを提案し作る。そして世間話に花を咲かせる。 |
| △83  |               | お菓子をプロデュースしたい。まるで少年かのような眼で。 |
| △84  |               | 新しい記念日ソングを流行らせたい。 |
| △85  |               | 何かと何かをつなげる。（懸け橋になる）。 |
| ▲86  | #20           | 真冬に夏を感じる。 |
| △87  |               | ええ感じの靴を作る。 |
| △88  |               | コミュニケーションをとる。 |
| △89  |               | ENDLIシアター設立、そして伝説へ。 |
| △90  |               | CDをええ形態で発売したい。 |
| △91  |               | 満開の桜を見に行く、そして最高のお弁当を食べる。 |
| △92  |               | 楽曲提供をする。そして、提供してる顔でカメラを弄ぶ。 |
| △93  |               | 季節の変わり目を肌で感じる。 |
| △94  |               | 個展を開く。 |
| △95  |               | 剛ブランド「CHERI」設立。 |
| ▲96  | #02           | チャンネルオリジナルの“クレイアニメ”を撮る。 (放送での表記)24CH△NNELオリジナルのクレイアニメを作る。                                                             |
| △97  |               | 超巨大曼荼羅を創りたい。 |
| ▲98  | #03           | 深夜の水族館にいく、そして生命に見守られながら眠りにつく。 (放送での表記)深夜の水族館に行く。そして生命に見守られながら眠りにつく。 まるで海外の子供かのように。 |
| ▲99  | #24           | 紫じゃがいものアイス乗せスウィーツの製作。 |
| △100 |               | パリに行く。そして地下鉄に乗りまくる。 |

## スタッフ
- 企画：堂本剛
- 構成：張眞英、平和紘、小西幸一郎、阿久根佐和子
- カメラ：遠山眞史、荒木哲志、千葉譲司、川元正人、香田淳
- 音声：安田聡、後藤龍幸、後藤孝、速水とし子、戸谷三紀
- オープニングCG：東弘明（ROBOT）
- スタイリスト：渡辺奈央
- 音響効果：松元浩一郎
- 編集：照沼千春、片田真
- MA：内藤憲司
- 広報：望野智美（テレビ朝日）
- 協力：ジャニーズ事務所
- 制作協力：トップシーン
- ディレクター：長谷川光生、宮城達也、南部健吾
- 演出：勝村武史
- プロデューサー：奥村彰浩（テレビ朝日）、小泉哲朗
- 制作：テレビ朝日、ジャニーズ・エンタテイメント

## 各地の放送時間・ネット局
| 放送対象地域   | 放送局         | 系列           | 放送日時           | 放送日の遅れ | 備考                            |
| -------------- | -------------- | -------------- | ------------------ | ------------ | ------------------------------- |
| 関東広域圏     | テレビ朝日     | テレビ朝日系列 | 水曜 25:21 - 25:36 | 基準         | 制作局                          |
| 香川県・岡山県 | 瀬戸内海放送   | テレビ朝日系列 | 土曜 24:30 - 24:45 | 10日遅れ     | 2009年10月17日放送開始          |
| 北海道         | 北海道テレビ   | テレビ朝日系列 | 日曜 25:00 - 25:15 | 67日遅れ     | 2010年1月10日レギュラー放送開始 |
| 長野県         | 長野朝日放送   | テレビ朝日系列 | 金曜 25:10 - 25:25 | 93日遅れ     | 2010年1月7日放送開始            |
| 静岡県         | 静岡朝日テレビ | テレビ朝日系列 | 土曜 25:25 - 25:40 | 94日遅れ     | 2010年1月9日放送開始            |
| 長崎県         | 長崎文化放送   | テレビ朝日系列 | 火曜 25:25 - 25:40 | 97日遅れ     | 2010年1月12日放送開始           |
| 大分県         | 大分朝日放送   | テレビ朝日系列 | 月曜 25:20 - 25:35 | 110日遅れ    | 2010年1月25日放送開始           |
| 青森県         | 青森朝日放送   | テレビ朝日系列 | 水曜 24:50 - 25:05 | 112日遅れ    | 2010年1月27日放送開始           |